# Virididentex acromegalus
Virididentex acromegalus es una especie de peces de la familia Sparidae en el orden de los Perciformes.

## Morfología
• Los machos pueden llegar alcanzar los 52 cm de longitud total.

## Distribución geográfica
Se encuentra en las  costas de Cabo Verde.